# Leònids
Els Leònids (anomenats també Lleònids)
són una pluja d'estels que es produïx cada any entre el 15 i el 21 de novembre, aconseguint un màxim el 18 de novembre. Cada 33 anys, els Leònids mostren un pic d'activitat, ja que la pols del cometa Tempel-Tuttle no està repartit homogèniament al llarg de la seua òrbita. En anys normals, els Leònids produïxen taxes de l'ordre de 10-15 meteors per hora. Denison Olstead, professor de la Universitat Yale, va observar que les línies de llum pareixien provenir de la constel·lació del Lleó, d'ací el seu nom.
El color d'aquests meteors és generalment rogenc, són molt ràpids, ja que la Terra els troba de front, i ben sovint deixen després de si un solc de color verd que persisteix durant uns pocs segons. La seva distribució al llarg de l'òrbita no és uniforme, per quant estan concentrats en un eixam més dens que ha donat lloc a les grans pluges d'estreles.

## Origen: El cometa 55P/Tempel-Tuttle
Els eixams d'estreles fugaces estan associats als cometes. El 1861, Kirkwood va afirmar que estos corpuscles eren restes dels cometes. Le Verrier va publicar l'òrbita dels Leònids, i quan Oppolzer va examinar l'òrbita del cometa 55P/Tempel-Tuttle de 1866 es va fer evident la identitat d'ambdues trajectòries. Aquest cometa va ser descobert el 19 de desembre de 1865 i té un període orbital de 33,2 anys.

## Les tempestats
Els Leònids poden donar lloc a espectaculars tempestats de meteors cada 33 anys coincidint amb el pas del cometa pel periheli. L'astrònom nord-americà H.-A. Newton va demostrar, el 1864, que les brillants pluges d'estreles descrites pels historiadors el 902, 931, 934, 1002, 1101, 1202, 1366, 1533, 1602 i 1698 es devien a est eixam. Es parla d'una tempestat de meteors quan l'activitat supera els 1.000 meteors per hora.
Des de 902, les dates anuals han anat avançant trenta dies: en aquella època, el fenomen tenia el seu màxim el 12 d'octubre; el 1202, tenia lloc el 19 d'octubre; el 1366, el 22 del mateix mes i el 1799 s'efectua en la nit de l'11 al 12 de novembre. Esta pluja d'estreles, el 1766, va cridar poderosament l'atenció dels habitants de Veneçuela.

### El 1799
El 1799, la van observar A. de Humboldt i Bonpland a Cumaná i, segons aquestos, va donar lloc a «milers i milers d'estreles fugaces i bòlids de foc van caure durant quatre hores consecutives». També els esquimals de Labrador i Groenlàndia hi van quedar sorpresos: els meteors més grans tenien un diàmetre aparent com el de la Lluna o major.

### El 1833

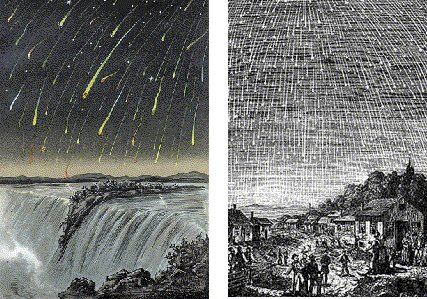
Representació artística dels Leònids de 1833 (dreta) i 1866 (esquerra)

El 13 de novembre de 1833 la costa oest dels Estats Units va estar il·luminada durant més de 6 hores a causa dels Leònids. Iniciada poc abans de la mitjanit, Olmsted, de Boston, va dir que «el seu nombre era com la meitat dels flocs de neu que s'observen durant una nevada», i va comptar més de 240.000 meteors. Algunes persones supersticioses ho van considerar com un anunci de la fi del món. En la nit següent, un colon americà va tenir la curiositat de mirar al cel per veure si encara quedaven estreles.

### El 1866
El 1866, va tenir lloc una altra pluja important, però menys intensa que les dues anteriors, en què es van comptar fins a 6.000 meteors per hora. El 1834, Olbers va observar que les pluges de 1766, 1799 i 1833 estaven separades per 33,5 anys i esperava una pluja interessant per a 1899 o 1900; però, els càlculs de Downing i Stoven van demostrar que a causa de les pertorbacions de Júpiter, Saturn i Urà, la massa principal de l'eixam havia sigut desviada en més de 3 milions de quilòmetres de la Terra. Segons açò, la pluja de fi de segle havia de ser insignificant, predicció que es va confirmar per complet.

### El 1966
La tempestat de Leònids que va ocórrer el 17 de novembre de 1966 va registrar uns 100.000 meteors per hora durant un curt interval de temps. No obstant això, no sempre es produïxen tempestats de Leònids cada 33 anys. El 1933, per exemple, l'activitat mai va superar els 200 meteors per hora.
Les tempestats més espectaculars dels últims dos segles són, per tant, els Leònids de 1833 i 1966.

### El 1999

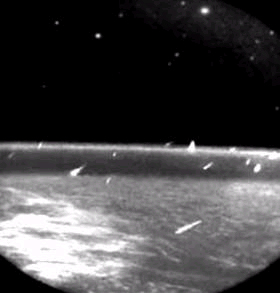
Els Leònids vistos des de l'espai

Per al 18 de novembre de 1999, s'esperava en la península Ibèrica una intensa pluja de meteorits i el IAC va fer una campanya perquè els alumnes d'ensenyança mitjana sortiren a observar-la: incloïa una unitat didàctica.
Les previsions apuntaven que les millors condicions d'observació es donarien per a Centreeuropa i Àfrica del Nord. La resta de països observarien també una gran activitat, però no tan alta com en el màxim. D'altra banda, el model proposat per David Asher i Robert McNaught preveia una activitat de 1.000 meteors/hora en el màxim a les 02:08 T.U. del 18 novembre 1999 (3 h 8 min hora oficial), basant-se en la distribució de partícules ejectades fa 100 anys pel cometa Tempel-Tuttle.
Segons informaren diversos observadors catalans, els Leònids no van decebre en absolut i ompliren totes les expectatives que s'hi tenien posades. Un màxim molt curt però intens es va poder observar des d'Europa al voltant de les 2 h de temps universal. En eixos moments, una taxa per hora de milers d'estreles fugaces van caure del cel. Rafael Juárez, des de Granada, comenta: «Quina meravella, no sabia cap a on enfocar la càmera, n'hi havia per totes bandes i contínuament». José Antonio Duc: «Perdoneu la nostra falta de rigor científic, però hi ha hagut un moment en què hem deixat de realitzar anotacions i ens hem posat a gaudir de l'espectacle».
A les Penyes de Déu (València, prop d'Higueruelas), a 1.100 m d'altitud i amb una temperatura d'1,5 °C, els Leònids 99 van representar una experiència inoblidable. El cel estava quasi clar i es va tenir molta més sort que en altres llocs de la península Ibèrica. Al principi no va haver-hi activitat, a soles s'observaven algunes estreles fugaces procedents del radiant dels Tàurids, l'activitat dels quals s'estenia fins a eixa nit. La Lluna, present en esta primera part de la nit, se sabia que no molestaria si el màxim ocorria a l'hora prevista. A la 1 h 40 min (T.U.+1) encara no hi havia activitat i es dubtava que n'hi hagués. Una hora més tard, estava clar que s'anava a assistir a un espectacle únic. A la gent, li va sorprendre el ràpid augment i disminució de l'activitat prop del màxim i l'extrema velocitat dels meteors. També va sorprendre l'exactitud de la predicció de l'instant del màxim. Es va registrar una taxa horària zenital (THZ) màxima de 6.615 meteors a l'hora, en l'interval entre les 2 h 50 min les 3 h 0 min de temps TU+1h.
Els resultats combinats de totes les observacions compilades per la International Meteor Organisation (IMO) apunta que pareix albirar-se un màxim doble amb un primer pic a 01:53T.U. i el màxim principal a les 02:01T.U. Entre mitges es reduïx l'activitat sensiblement. No obstant això, el punt més alt indica una THZ màxima de 5.400, encara que té un error molt gran. Les dades del Nippon Meteor Society (NMS) omplin un buit entre les observacions de l'IMO. Les observacions japoneses posteriors al màxim mostren un efecte molt curiós. Veiem un segon màxim, no tan fort, però al nivell de subtempestat, després del migdia del dia 18. Durant quasi tres hores, la THZ estava per damunt de 250 per hora, aconseguint un màxim de 350 per hora al voltant de les 16:30, més de 14 hores després del màxim principal.

### El 2001
En la tempesta de 2001, es registra una taxa THZ màxima de 1.500 meteors per hora.

### Previsions
Els registres històrics disponibles no són massa útils per a caracteritzar el nivell d'activitat i la posició del màxim de les tempestats per l'escassetat d'observadors i la falta d'una metodologia d'observació adequada. A més, s'ha de tenir en compte que estimar l'activitat quan apareixen diversos meteors per segon és realment difícil. No obstant això, s'han fet grans esforços per determinar les característiques dels retorns dels Leònids dels últims 200 anys.
Quins són els mecanismes físics que donen lloc a les tempestats de Leònids? Per què hi ha anys en què no ocorren? Podem predir si hi haurà una tempesta o no, i la seva intensitat? Els nostres coneixements sobre l'origen de les tempestats de Leònids han sigut molt limitats fins fa poc. En els últims anys, això no obstant, hi ha hagut un avanç espectacular gràcies a l'excel·lent conjunt de dades obtingudes pels observadors de l'Organització Internacional de Meteors. L'activitat registrada el 1998 va trencar tots els esquemes i ha sigut el motor per al desenvolupament de models numèrics que expliquen les tempestats de Leònids amb una precisió mai abans aconseguida.
Els Leònids estan associats, com hem dit, amb el cometa Tempel (1866 l), el qual es va observar el 1866 i el 1998. La distància afèlica d'aquest cometa és sensiblement igual al radi de l'òrbita d'Urà i la duració de la seva revolució era, el 1866, de 33,18 anys. Le Verrier va pensar que aquest cometa tenia una òrbita parabòlica quan l'atracció del planeta Urà, del qual va passar prop l'any 126 de la nostra era. Així, els Leònids (en realitat, el cometa) van ser incorporats al nostre sistema solar per l'acció d'Urà.